# Deuxième pont sur le Wouri
Un deuxième pont sur le Wouri, routier et ferroviaire, a été construit entre 2013 et 2017 à Douala, la capitale économique du Cameroun. 

## Histoire
| \| 500 km1:16 991 000 \| 1ier Pont (1830 m) 2ième Pont (756 m) Mungo (400 m) Pt Allemand (? m) Edéa (??? m) Ebebda (1020 m) Dibamba (??? m) Nyong (??? m) Kousseri (230 m) Benoué (405 m) Natchigal (??? m) Cross River(1500 m) Touraké(140 m) Bongor (600 m) |
| 500 km1:16 991 000 |

| 500 km1:16 991 000 |

| Ponts existants                                              |
| Ponts en chantier/projet                                     |
| (1911, 1020 m) (Année de construction, longueur (en mètres)) |

Le Groupement Satom - Eiffel - Solétanche-Bachy - Lavigne-Cheron-Greisch a mené les études de conception et de réalisation. 
200 000 m3 de terrassement ont été effectués aux abords du 2e pont sur le Wouri et ont transformé le paysage. 51 000 m3 de béton, soit l’équivalent d’un peu plus de 20 000 tonnes de ciment ont été prévus. 
Le montant de l’investissement s’élève à environ 109,16 milliards de francs Cfa.
Il s'agit de la construction de deux ouvrages l'un routier et le second ferroviaire.
Le pont ferroviaire a été mis en service le 31 juillet 2017.
Le pont routier a été partiellement (dans un sens) mis à la circulation le 3 octobre 2017. Et le 3 novembre, les 2 sens ont été mis en circulation.

Construction du pont
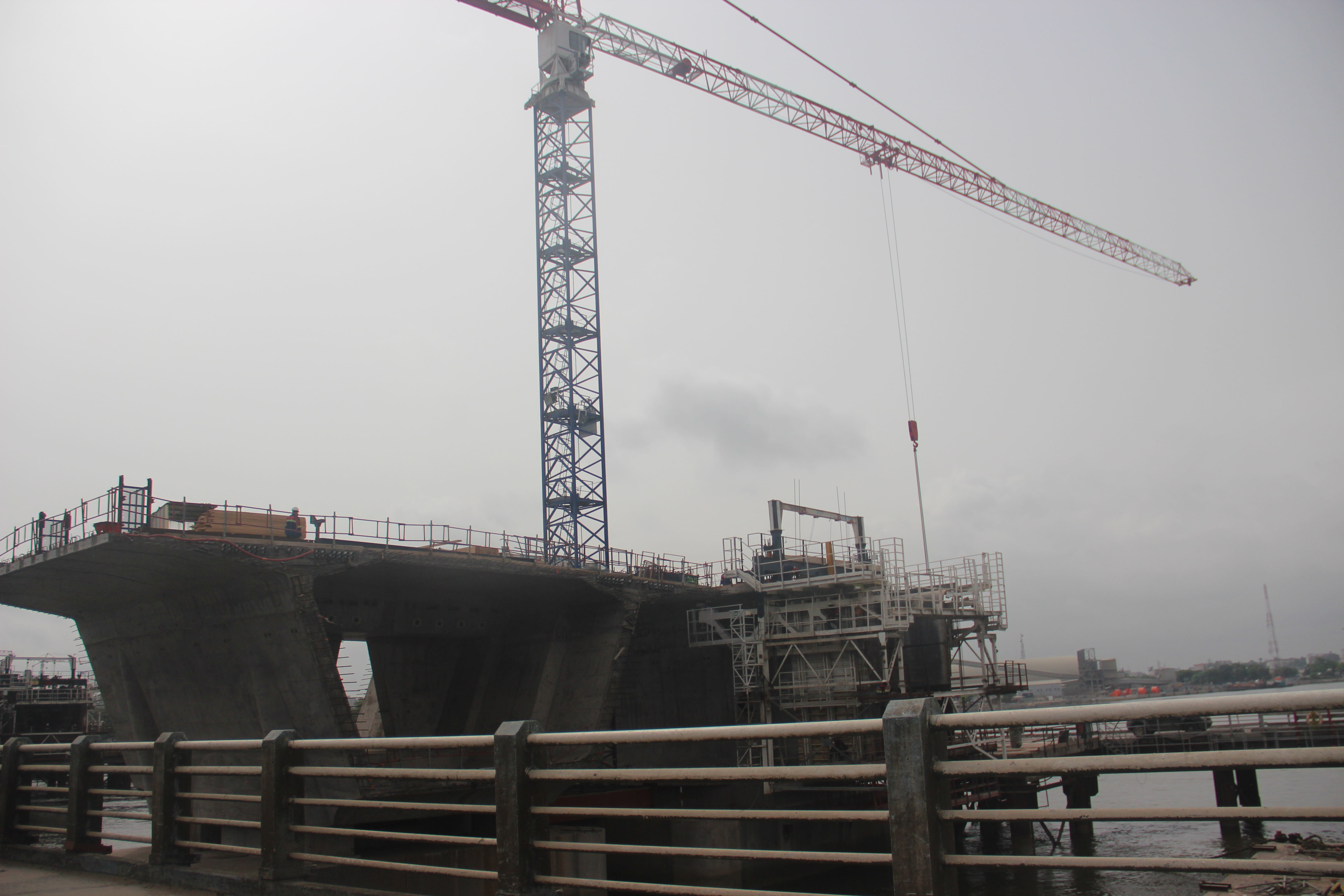
Avril 2016.
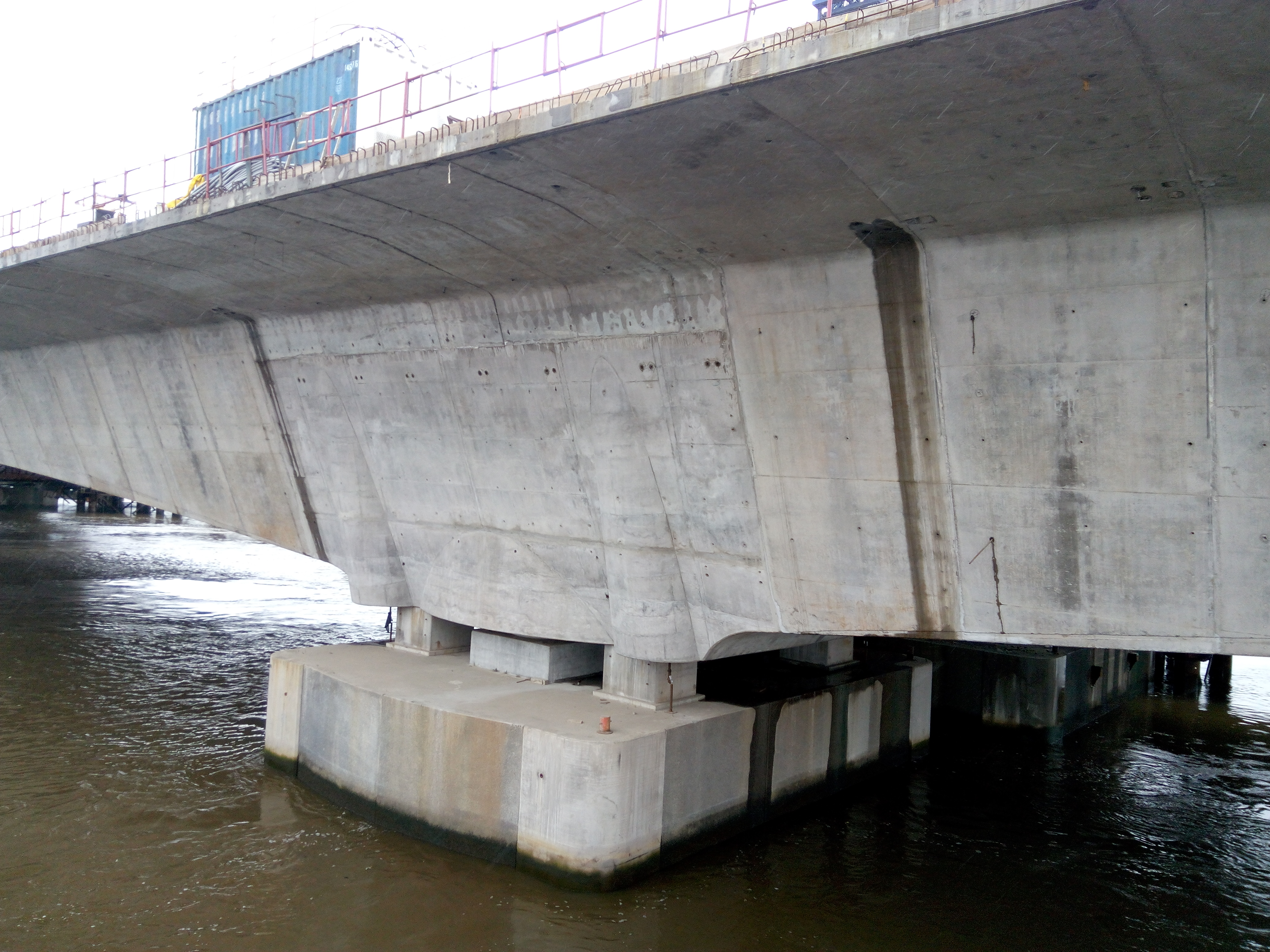
Août 2016.
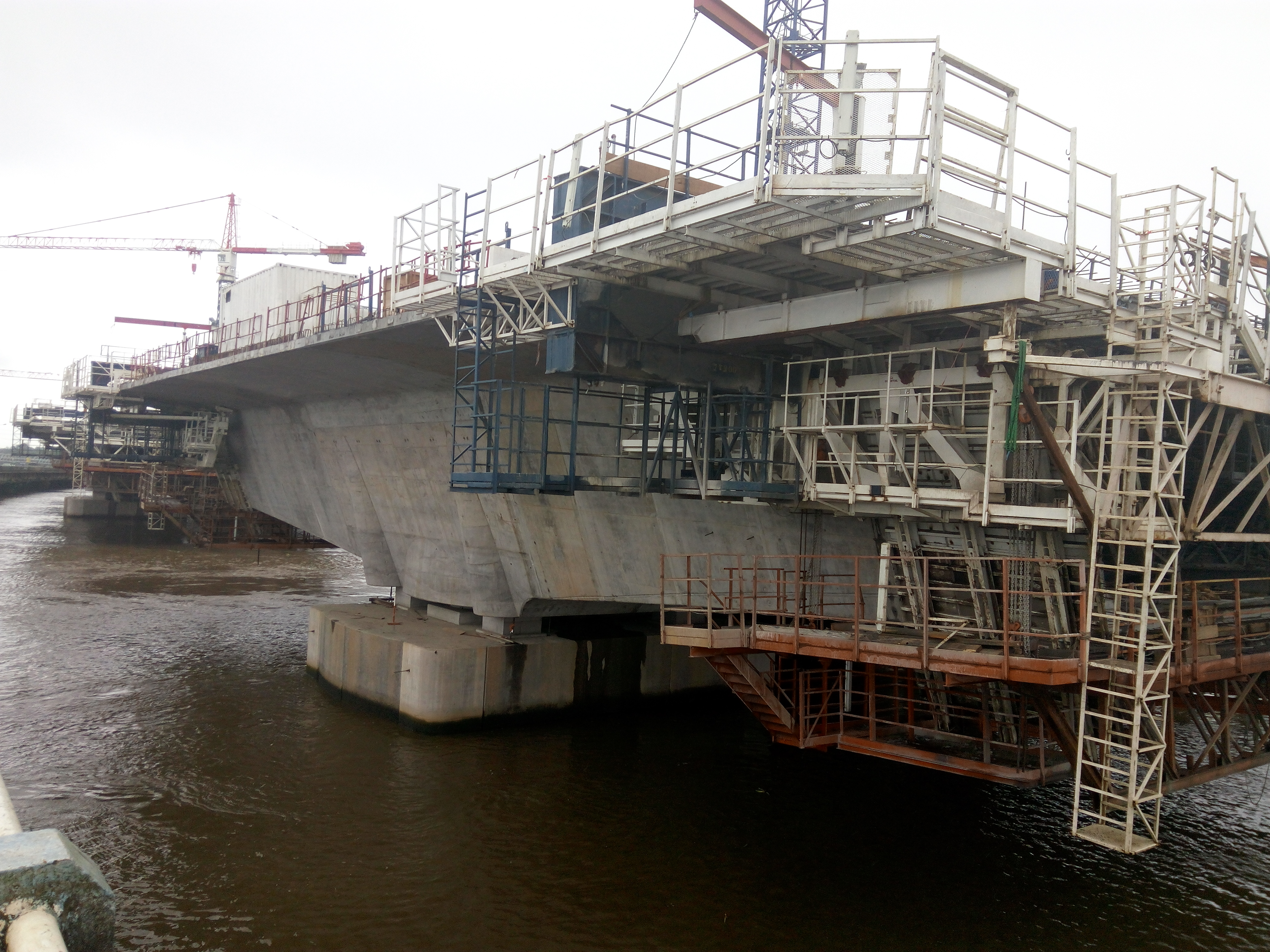
Août 2016.
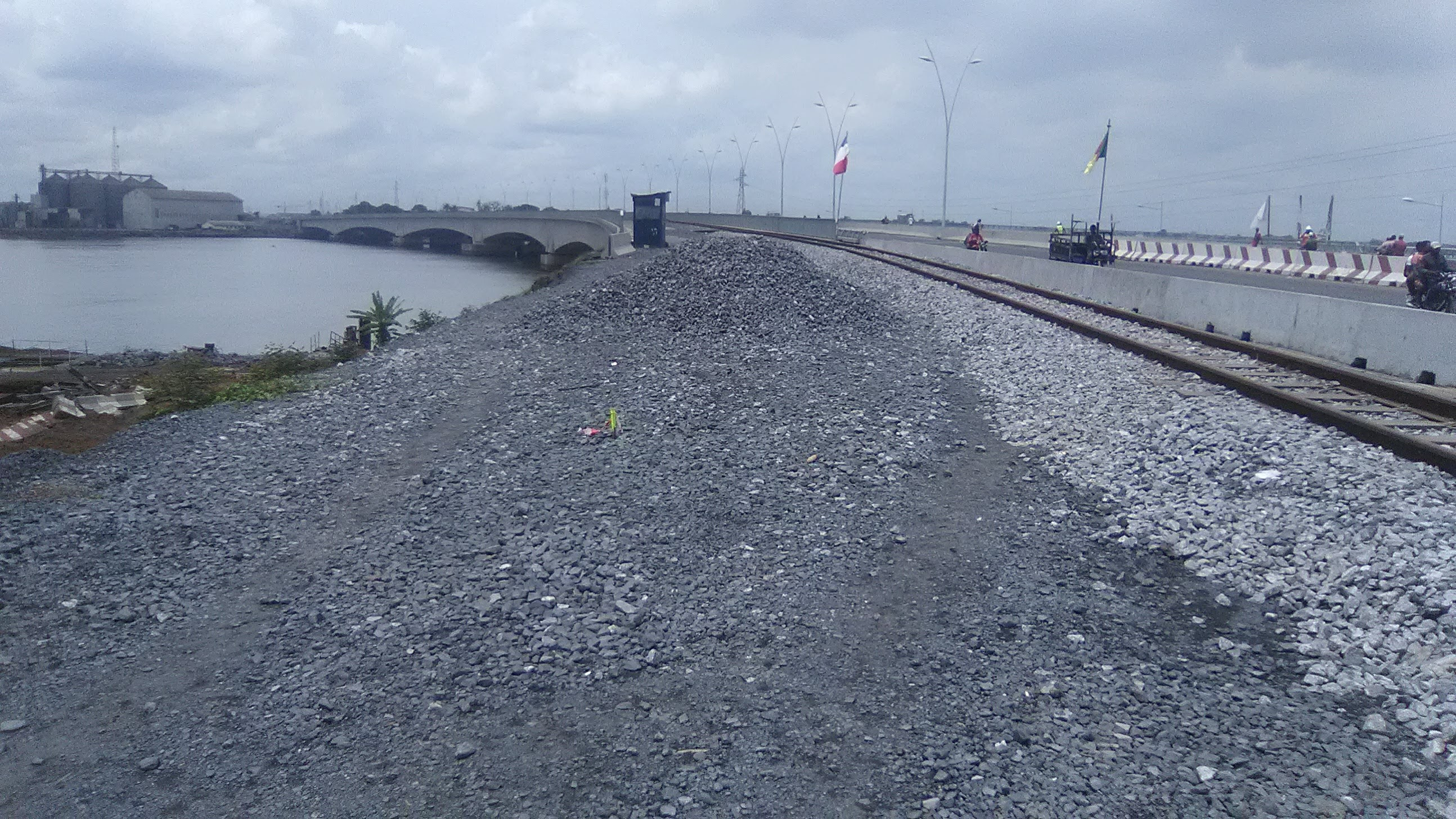
Février 2018.

## Architecture
Construite par encorbellements successifs de voussoirs bétonnés sur place.
Passes navigables de 40x5.5m au-dessus des plus hautes eaux .
D'environ 756 m de longueur, il comporte 9 travées dont la portée déterminante est égale à 135 m.
Le tablier porte deux voies ferrées.
La structure est de type "poutre-caisson" en béton précontraint, de hauteur variant entre 7,5 m sur appuis et 4,6 m en travée.
Les appuis sont constitués par des chevêtres en béton armé encastrés sur des pieux forés de 2,50 m de diamètre et de 65 m de profondeur.